# AdBlock
AdBlock（アドブロック）は、広告をブロックするウェブブラウザ拡張機能である。Google Chrome、Mozilla Firefox、Safari、Opera、Microsoft Edgeに対応する。iOS向けにはSafariのコンテンツブロッカー、AndroidにはSamsungブラウザ向け拡張機能がそれぞれ提供されている。

## 概要
AdBlockは、2009年12月8日にGoogle Chrome向けに広告をブロックするブラウザ拡張機能として開発された。
広告をブロックするブラウザ拡張機能はアドブロックとも呼ばれており、他にもいくつかの拡張機能が提供されている。同じ拡張機能のAdblock Plusとは無関係としているが、AdBlockはAdblock Plusにインスパイアされたマイケル・グンドラフによって開発された。グンドラフはMozilla Firefox向けのAdblock Plus拡張機能に触発されたと主張している。なお、2016年以降、AdBlockはAdblock Plusのソースコードに基づいている。
2018年、AdBlock Inc.（旧：BetaFish, Inc）はuBlock LLCが所有していたuBlock Originをベースにした商用広告ブロッカーであるuBlockを買収した。
2021年4月、AdBlock, IncはEyeo GmbH（Adblock Plusの開発元）によって買収された。
Easylist、AdGuard、uAssetsの三大広告ブロックコミュニティ全てでコミット権限を持つ2023年現在で唯一の人物として知られるYuki2718は、AdBlockやAdblock Plusは使用に適した日本語フィルタが存在しないことに加え、AdGuardやuBlock Originと比べて性能面・機能面などで劣っており、特に日本語圏では使用を推奨しないとしている。